# Gladys Moisés
Gladys Rosa Moisés (San José de Metán, 10 de septiembre de 1961-San José de Metán, 5 de marzo de 2022) más conocida como Pichona Moisés fue una abogada y política argentina. Se desempeñó como Diputada Provincial por el Departamento de Metán en la Cámara de Diputados de la Provincia de Salta conformando el bloque político Cambiemos-PRO.

## Biografía
Nació en San José de Metán capital del Departamento Metán el 10 de septiembre del año 1961. Cursó sus estudios secundarios en el colegio Juan Carlos Dávalos de su ciudad natal y luego estudió abogacía en la Universidad Nacional de Tucumán. Estuvo casada con Yago Martínez quien como candidato del PRO logró ser concejal por la Ciudad de San José de Metán por el periodo 2015-2017. Con él tuvo siete hijos, cinco mujeres y dos hombres. Es parte de la familia de Carlos Fayt, que fue ministro de la Corte Suprema de Justicia de la Nación Argentina. fue parte del concejo de la magistratura y también miembro del tribunal de ética del mismo cuerpo.

## Carrera política
Ingresó a la política partidaria en el año 2015 atraída por el espacio de Mauricio Macri, siendo el hijo del exgobernador Roberto Ulloa quién le hizo el contacto. Ese mismo año fue precandidata a diputada nacional en segundo término por detrás del senador provincial por Cafayate, Miguel Nanni, en ese entonces Presidente de la Unión Cívica Radical de Salta. En las elecciones PASO, la lista comandada por el presidente de la UCR y secundada por Pichona se impuso en la interna del espacio con un total de 83.308 votos que superaron los 51.243 votos que sacó Bettina Romero, la otra candidata, hija de Juan Carlos Romero, exgobernador de Salta. A pesar de haberse impuesto en la interna en las elecciones generales retrocedió un puesto en la lista de candidatos pasando a ser la tercera candidata a diputada nacional por detrás del presidente de la UCR y de la hija del exgobernador. Cambiemos salió tercero en las elecciones generales por detrás de las listas comandadas por Javier David y por Alfredo Olmedo pero aun así logró obtener una banca para la Cámara de Diputados de la Nación Argentina que le correspondió al primer candidato de la lista, Miguel Nanni.
A comienzos del año 2016, fue elegida por el gobierno nacional para ser la directora ejecutiva del Programa de Atención Médica Integral, más conocido como PAMI, en la provincia de Salta. Sucedió al dirigente del peronismo Herman Spollansky. Pichona redujo el número de kinesiólogos para que justamente no se produzca un gasto público innecesario. En el año 2017 Pichona renunció a la dirección de la obra social para dedicarse de lleno a la política y en su lugar asumió el economista Nicolás Sivila.
En el año 2017 fue elegida como Vicepresidente primera del PRO salteño. Acompañó a Martín de los Ríos en su segundo mandato como presidente del partido. Ese mismo año se presenta como candidata a diputada provincial por el Departamento Metán dentro del frente Un cambio para Salta pero como candidata del partido Propuesta Republicana. En las elecciones PASO de ese año da la sorpresa y le ganó la interna al candidato de Salta Nos Une (partido del exgobernador Juan Carlos Romero). Sacando un total de 3.531 votos contra los 1.724 de Federico José Delgado.  En las elecciones generales de 2017 consiguió una banca en la Cámara de Diputados de la Provincia de Salta al ser la tercera candidata más votada del departamento Metán. Logró obtener un total de 4.459 votos solo por detrás de los 4.846 votos de Otero del PRS y los 7.007 de D´Auria del PJ.
En el año 2019, Pichona se presentó como candidata a Senadora Nacional pero en segundo término detrás del exgobernador Juan Carlos Romero. Su lista obtuvo un total de 239.676 votos pero que no alcanzaron para ganar en la categoría ya que el candidato Sergio Leavy sacó un total de 311.770 votos. Por lo tanto el espacio del Frente de Todos logró un total de dos bancas por la mayoría mientras que Juntos por el Cambio logró una sola banca por la minoría. Por lo tanto Pichona Moisés no ingresó al Senado de la Nación Argentina.
Como diputada provincial presidió el monobloque de Cambiemos-PRO. Anteriormente el bloque contaba con cuatro miembros ya que Martín de los Ríos, Andrés Suriani y Norma Lizárraga eran parte del espacio. Pero Lizárraga venció su mandato y no renovó la banca, De los Ríos pidió licencia para asumir como Ministro de Producción  de la Provincia y Andrés Suriani se integró al bloque del gobernador Gustavo Sáenz. Moisés en la legislatura provincial impulsó algunos proyectos de ley como el de la modificación al artículo 298 de la Ley N° 5233 (Código Procesal Civil y Comercial de Salta) que fue aprobado en la sesión de la Cámara de Diputados de la Provincia de Salta el 23 de junio de 2020.
En 2021 buscó su reelección como diputada provincial encabezando la lista de diputados provinciales de Juntos por el Cambio+, la versión local de Juntos por el Cambio nacional. Lamentablemente para ella el performance electoral no fue nada bueno saliendo en quinto lugar con un total de 1784 votos, muy lejos del frente ganador Gana Salta que llevaba a Gustavo Dantur para la Cámara baja provincial con dichos resultados no renovó su escaño legislativo.
Falleció el 5 de marzo de 2022 a los 60 años de edad de cáncer.